# La Quatrième Prophétie
La Quatrième Prophétie (The 4th Coming), connue aussi sous l'abréviation T4C, est un jeu de rôle en ligne massivement multijoueur (MMORPG) d'épée et sorcellerie de type Diablo, sorti en 1998 et développé initialement par  Vircom Interactive (une société canadienne située à Montréal au Québec, sous la direction de Sylvain Durocher et Richard Lachance) puis par Dialsoft (une société américaine située a Wharton au New Jersey, sous la direction de Marc Frega).

## Système de jeu
L'action du jeu se déroule dans un monde de type médiéval-fantastique où le joueur incarne un personnage (homme ou femme) avec ses caractéristiques, compétences, sortilèges et équipements. Mais là où La Quatrième Prophétie diffère des autres jeux du même genre c'est sur le système d'évolution : aucune « classe de personnage » prédéfinie n'est proposée, c'est au joueur de développer son personnage vers le ou les domaines de son choix.
Une des autres différences de La Quatrième Prophétie par rapport à ses concurrents réside dans le faible nombre de joueurs pouvant se connecter simultanément sur un serveur (260 maximum). Les serveurs accueillent donc des communautés réduites qui peuvent tisser des liens plus étroits que sur les jeux à forte capacité dans lesquels les interactions sont plus réduites.
Enfin, son système de communication par canaux (Communication Channels, ou CCs) est extrêmement performant et simple malgré l'âge du jeu. En effet, il suffit d'un caractère différent devant chaque message pour différencier les communications sur canaux publics, privés, ou pour un joueur précis. Les joueurs sont libres de créer des canaux de communication et d'y inviter d'autres joueurs, sur un modèle simplifié d'IRC.

## Développement
La Quatrième Prophétie a été développée en 1997-2003 par la société canadienne Vircom Interactive, laquelle en 2006 en a vendu tous les droits à la société américaine  Dialsoft LLC qui, avant cet achat, possédait plusieurs licences d'exploitation du jeu pour les serveurs Realmud, Sorcerers Online, Havoc (anciennement "T4C Player"), et Magicrealm.
Dialsoft ayant récupéré l'ensemble des codes-sources du jeu, Marc Frega (président) ainsi que Carlos Lima (à l'époque développeur sur le serveur Realmud) ont décidé de continuer le développement du jeu jusqu'à la version 2.0, le jeu ayant cessé d’être développé par Vircom après la sortie de la version 1.25d. Ils ont alors fait appel à des joueurs afin de contribuer bénévolement sur le projet.
La première branche du projet de développement, connue sous le nom de T4CV2 dirigé par Kilivan et Black Lemming, a développé le projet de la version 1.30 (2005) à la version 1.63 (2007). L'équipe T4CV2 a été officiellement dissoute le 13 octobre 2009, quelque temps après la sortie de la 1.63. Une équipe de développement a été remontée sous le nom de T4CDEV dirigé cette fois par Nightmare (Carl Vachon) qui a développé le projet de la version 1.70 (2010) à la version 1.74 (2019). En parallèle, un projet du nom de 4T4C a vu le jour avec Mestoph et ChaotikMind; l'approche du développement de ce projet est différente de celle de T4CDEV: T4CDEV fait évoluer les sources historiques tout en réécrivant les parties nécessaires, 4T4C recode le logiciel intégralement. Cependant, la version de 4T4C fût abandonnée en cours de développement et n'a jamais été finalisée.
L'équipe T4CDEV a sorti cinq nouvelles versions majeures: 1.70 (2010), 1.71 (2011), 1.72 (2012), 1.73 (2018) et 1.74 (2019). La première a notamment apporté de nombreux nouveaux systèmes comme les guildes, l'hôtel des ventes, les professions, et beaucoup d'autres nouvelles options. Elle renforce aussi grandement la sécurité du jeu et sa stabilité. La 1.71, si elle apporte également son lot de nouvelles fonctions, marquera avant tout la refonte totale de l'interface utilisateur ainsi qu'une refonte d'une grande partie des graphismes. La version 1.72 comprend le système de phases RolePlay, de nouveaux graphismes, la mise à jour du webpatch "T4C Update", le coffre à contenu listé, les messages automatiques sur CC, les arènes PVP, le journal de quêtes et plus d'options pour l'hôtel des ventes.
Maintenant, c'est l'équipe deT4C Next Chapter dirigé par Kiruto qui s'occupe du développement, avec notamment les versions 1.80 (2020) et 1.81 (2021) ainsi qu'un nouvel éditeur Maps et WDA qui est venu remplacé et modernisé les outils d'édition vieillissants de T4CDEV qui sont mis à disposition des exploitants.

## Exploitation
Vircom Interactive a exploité des licences de leur jeu en 2001-2002 sous la bannière The 4th Prophecy. En effet, Vircom, le développeur original du jeu, possédait 5 serveurs à l'époque: "Ascent", "Equinox", "Hegemony", "Obsidian" et "Ragnarok". Chacun des serveurs de Vircom avait ses propres caractéristiques, avec diverses orientations (généraliste, rôleplay ou PVP). Le jeu était disponible soit en téléchargement libre, soit sur un CD envoyé par la poste gratuitement, avec une période d'essai de 30 jours (un mois) ou jusqu'à ce que le joueur atteigne le niveau 10 avec un personnage, mais un abonnement, au coût de 5.45$ par mois, était nécessaire pour accéder au jeu au-delà de cette offre d'accès gratuit limité.

## Vircom Interactive (1997-2006)
Le 27 juillet 1998, un message est publié sur Game-Master.com (une plateforme web de jeu de rôle dont Vircom est propriétaire à l'époque). On peut y lire que Vircom commençait il y a presque 18 mois de cela (vers janvier 1997) le développement d'un nouveau jeu intitulé "The 4th Coming". Un jeu de rôles multi-usagers ayant une interface graphique (similaire à Diablo), et que T4C est maintenant offert sur Game-Master pour une première période de tests (bêta fermé).
Le 28 septembre 1998, Vircom annonce dans un communiqué de presse la sortie de la v1.00 de The 4th Coming en bêta ouvertes.
Dès 1999, Dialsoft a acheté sa première licence de T4C. Le serveur Realmud de Dialsoft est l'un des premiers serveur T4C ouvert au public. D'autres serveurs ont été exploités par Dialsoft à l'époque: Sorcerers Online, Havoc (anciennement "T4C Player"), et Magicrealm.
Le 12 mai 2000, une nouvelle interface graphique pour le jeu est annoncé avec la sortie de la v1.10 du jeu.
Vers le début de l'an 2000, en France, l'exclusivité des licences française du jeu a été achetée et exploitée par la société GOA, filiale de France Télécom (Wanadoo). Le jeu permettait notamment de faire la promotion des offres ADSL, alors naissantes, du fournisseur d'accès qui distribuait le jeu au côté de son kit de connexion dans de nombreux magazines spécialisés. La mise en ligne gratuite et l'orientation généraliste des serveurs français par GOA a permis à la fois au jeu de prendre de l'essor en France et de populariser le genre, permettant éventuellement à GOA de proposer un nouveau jeu, payant cette fois-ci : Dark Age of Camelot.
Après la fermeture des serveurs T4C sur GOA le 15 décembre 2002, le programme serveur du jeu fut rendu public à la suite du piratage d'un employé de Vircom Interactive, une communauté underground très importante se développa autour du jeu via des serveurs illégaux qui exploitaient le jeu sans avoir payé de licence.
En juin 2003, un accord a été finalisé entre Pole, SARL de France et Vircom pour donner à Pole les droits d'exploitation exclusifs pour l'hébergement européen du jeu.
En septembre 2003, Sylvain Durocher, PDG et fondateur de Vircom, a déposé une plainte pour piratage au Canada et engagera une guerre contre les serveurs illégaux.
En 2004, Marc Frega (propriétaire de Dialsoft) a acquis les droits d'édition du code source du jeu The 4th Coming auprès de la société Vircom. C'est ce qui a permis la reprise du développement du jeu par des équipes de bénévoles passionnés sous la direction de Dialsoft.

## Dialsoft (2006-présent)
Le 29 juin 2006, Marc Frega (propriétaire de Dialsoft) a acquis tous les droits d'exploitation du jeu The 4th Coming auprès de la société Vircom. Dialsoft se charge désormais de vendre les licences serveur et continue d'étendre le jeu. Dialsoft permet à d'autres versions d'exister, tel que le serveur "Schicksalswind" de D4O AG, qui exploite la version allemande du jeu, à condition qu'elles conservent leur licence de serveur.
L'exploitation du jeu est réalisée à la fois par Dialsoft et par des exploitants extérieurs qui possèdent une licence d'exploitation. Il existe donc plusieurs serveurs du jeu T4C. Cette spécificité du jeu permet à chaque serveur d'avoir sa propre politique de gestion et ses propres caractéristiques. Ceci est possible grâce aux programmes d'édition mis à disposition des exploitants. Le résultat en est une multitude de serveurs, tous différents de par leur politique de gestion et le contenu du jeu.
En 2013, la société Dialsoft met en ligne un portail afin de rassembler ses serveurs du jeu. C'est aussi l'occasion pour l'éditeur du jeu de centraliser les comptes des joueurs qui peuvent maintenant s'inscrire en un unique endroit pour jouer sur ses différents serveurs.
Ainsi, les joueurs, en créant un compte sur le portail de Dialsoft, peuvent accéder aux serveurs de jeu suivant:
- Realmud
- Neerya
- Abomination
- 4th Saga

Le contenu de tous les serveurs de jeu cités sont en anglais sauf Neerya qui est en français. Ce dernier serveur de jeu est particulier puisqu'il possède ses propres plateformes Web et bénéficie d'un accès partiel au code source du jeu permettant de proposer à sa communauté de joueurs une expérience de jeu inédite.

## Distribution
Le jeu est distribué gratuitement en téléchargement par Dialsoft via le portail web T4C.com ainsi que par les exploitants. On retrouve également une version officielle de The 4th Coming sur Steam qui permet d'accéder à tous les serveurs de Dialsoft (français et anglais) ainsi qu'au serveur de D4O (allemand).